# Jakob Albrecht von Sienen (der Jüngere)

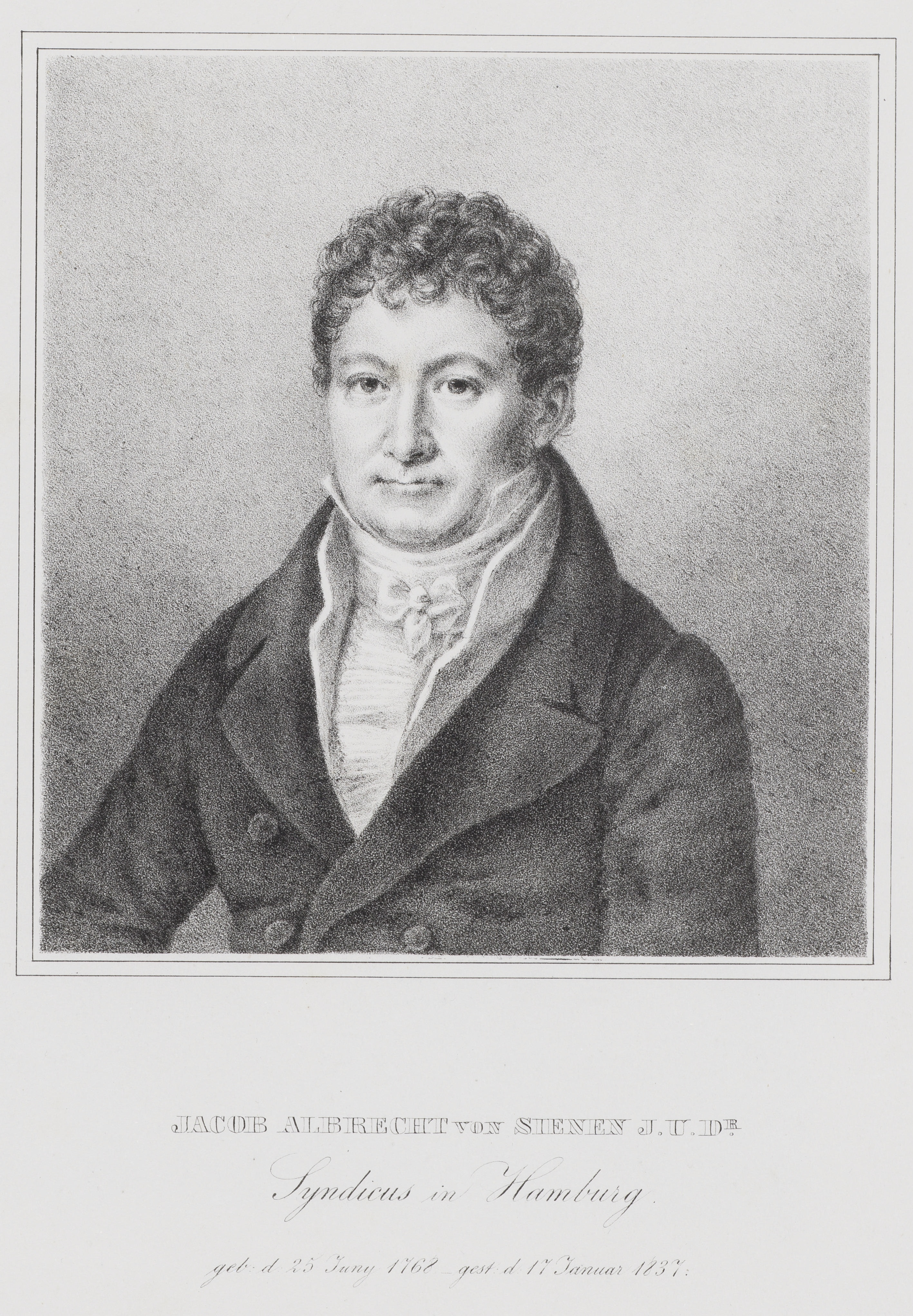
Jakob Albrecht von Sienen

Jakob Albrecht von Sienen (* 25. Juni 1768 im Schloss Ritzebüttel; † 17. Januar 1837 in Hamburg) war ein deutscher Jurist und Beamter.

## Leben
Jakob Albrecht von Sienen wurde als Sohn des Amtmannes Jacob Albrecht von Sienen (* 30. März 1724 in Hamburg; 22. August 1800 ebenda) und späteren Hamburger Bürgermeister und dessen Ehefrau Paulina Conradine (* 15. Juni 1748 in Hamburg; † 23. Dezember 1827 ebenda), geb. Steckelmann, geboren. Nach einem Umzug der Familie nach Hamburg erhielt von Sienen anfangs Unterricht von Hauslehrern. Später besuchte er die St. Michaelisschule und dann das Johanneum, auf dem er 1787 unter dem Rektorat von Johann Georg Büsch zum akademischen Gymnasium überging; seine dortigen Lehrer waren die Professoren Johann Georg Büsch (Mathematik), Johann Heinrich Vincent Nölting (Logik, Methyphysik und Beredsamkeit) und Christoph Daniel Ebeling (Geschichte sowie bürgerliches und öffentliches Recht).
Am 16. April 1789 begann er an der Universität Jena ein Jura-Studium und hörte Vorlesungen bei Johann Ludwig von Eckardt, Johann Ludwig Schmidt, Andreas Joseph Schnaubert und Justus Christian Loder. 1791 ging er an die Universität Göttingen und fand Aufnahme bei Johann Christoph Gatterer. Bei Georg Ludwig Böhmer promovierte er im September desselben Jahres zum Doktor beider Rechte; seine Disputation behandelte das Thema lex. VII. Codic. de fide instrumentorum. Nach seiner Rückkehr nach Hamburg wurde er als Advokat aufgenommen.
Gemeinsam mit seinem Bruder Johannes von Sienen nahm er am 14. Juli 1792 an der Kaiser-Krönungszeremonie von Franz II. in Köln teil und wurde nach seiner Rückkehr 1794 im Alter von 26 Jahren als Nachfolger von Nikolaus Matsen (1739–1794) einstimmig zum hamburgischen Senatssyndicus gewählt. Zu diesem Zeitpunkt war sein Vater bereits seit 1781 Bürgermeister von Hamburg.
1800 brachten die Engländer, die mit den europäischen Seemächten im Streit standen, die dänische Fregatte Freya und das preußische Handelsschiff Triton bei Amsterdam auf und wollten sie nach England überführen, mussten dann jedoch aufgrund schlechten Wetters Cuxhaven, das damals zu hamburgischen Republik gehörte, anlaufen. Die Dänen baten seinerzeit den russischen Zaren Paul I. um Hilfe, der damals mit Napoleon Bonaparte ein Bündnis eingegangen war. Gemeinsam mit Preußen und Schweden wurde nun versucht, ein Bündnis gegen England zu bilden, so dass die Preußen Cuxhaven gegen das von England aus regierte Haus Hannover unter ihren Schutz nahmen. Von Sienen wurde beauftragt, Verhandlungen mit dem preußischen König Friedrich Wilhelm III. aufzunehmen, um Cuxhaven von der preußischen Besetzung zu befreien; dies gelang ihm am 14. September 1800. Inzwischen hatten jedoch die Dänen, unter dem Einfluss des Zaren, Hamburg besetzt, um dort die englischen Schiffe im Hafen zu beschlagnahmen, so dass von Sienen nun mit den Dänen über die Wahrung der Hamburger Neutralität verhandeln musste. Inzwischen war Paul I. in der Nacht zum 24. März 1801 durch einen gegen ihn verschworenen Adeligen erwürgt worden und sein Sohn Alexander I. hatte die Nachfolge angetreten. Dieser führte eine Einigung mit Dänemark herbei, so dass die Dänen aus Hamburg abzogen. Dies führte jedoch dazu, dass Preußen erneut Cuxhaven gegen die Franzosen in Schutz nahm, so dass von Sienen mit dem höchsten Ratgeber des preußischen Königs, dem Grafen Christian von Haugwitz, in Verhandlungen trat, mit dem er dann eine Vereinbarung traf, dass Cuxhaven am 1. November 1801 endgültig wieder befreit war.
Zu einer weiteren Gesandtschaft führte ihn die Angelegenheiten der Domkirche des Hamburger Doms. Diese hatte in der Vergangenheit bedeutende Reichtümer geschaffen, besaß Landgüter und öffentliche Felder, aus deren Erträgen sie ihre Geistlichen und Hilfsgeistlichen unterhielt. Alle ihre Rechte und Vorrechte wurden durch den westfälischen Frieden auf schwedische Fürsten übertragen und gelangten anschließend unter die Herrschaft der Dänen und lagen nun beim Kurfürstentum Hannover. Bei den Hamburgern bestand der Wunsch, dieses Gemeinwesen aufzuheben. Hierüber wurde seit Längerem mit dem fürstlichen Haus Hannover verhandelt, bis in einer Versammlung der Gesandten ganz Deutschlands in Regensburg die Auflösung und Abschaffung des Domkollegiums beschlossen wurde, womit die Rechte des Kurfürsten von Hannover durch den Erlass der Stände des deutschen Reiches entfielen (Reichsdeputationshauptschluss), was Hamburg durch eine öffentliche Urkunde vom 1. Dezember 1802 bestätigt wurde. Daraufhin wurde von Sienen nach Hannover abgeordnet, um die Einzelheiten der Durchführung dieses Reichsbeschlusses und die Entschädigung für die entfallenden Rechte zu verhandeln. Die Verhandlungen verliefen erfolgreich, so dass alle Rechte, die der Kurfürst von Hannover an diesem besonderen Gemeinwesen hatte, an die Stadt Hamburg übertragen wurden. Danach war allerdings ein weiteres Übereinkommen mit dem König von Dänemark, Christian VII., erforderlich, weil sich dieser alle Rechte des Herzogs von Holstein am Dom vorbehielt und nun von der Stadt dafür entschädigt werden wollte. Auch diese Verhandlungen führte von Sienen erfolgreich, so dass der dänische König nicht nur alle Rechte und Vorrechte am Dom an die Stadt abtrat, sondern auch den Besitz des Ortes Alsterdorf. Allerdings mussten alle Steuern, die dem Dom aus Holstein zugeflossen waren, die Äcker Spitzerdorf, Poppenbüttel, die Dörfer Bilsen und Hoisbüttel und einige Felder des Klosters St. Johannis in jener Gegend dem König der Dänen überlassen werden. Diese Zugeständnisse hatten den Vorteil, dass die Stadt auch nach dieser Seite frei über den in ihren Grenzen liegenden Dom und sein Eigentum verfügen konnte. Das Abkommen wurde in der Versammlung des Senats und der Bürger unter dem Vorsitz des Bürgermeisters Friedrich von Graffen und des Oberalten Marx Grave (1725–1808) gebilligt und angenommen. Auch die Verhandlungen mit den Domherren und allen, deren Lebensunterhalt bisher aus den Einkünften des Domes bestritten wurden, verliefen erfolgreich und wurden vom Senat unter dem Vorsitz des Bürgermeisters Friederich von Graffen von den Bürgern unter dem Vorsitz des Oberalten Marx Grave am 9. Februar 1804 angenommen und durch von Sienen und dem Senator Johann Daniel Klefeker (1733–1806) am 1. März 1804 im Namen der Republik unterzeichnet.
Im November 1803 wurde von Sienen nach Kiel abgeordnet, um dem dänischen König Friederich VI. zur Übernahme der Herrschaft von seinem kurz zuvor verstorbenen Vater Christian VII. zu gratulieren.
Seit dem Jahre 1808 unterlagen auch die Steuern und öffentlichen Abgaben der Aufsicht des Senatssyndikus von Sienen. Deren Höhe und Erhöhungen erörterte er mit dem Senat und den Verwaltern des Staatsschatzes und sorgte für eine gerechte Festsetzung und Verteilung der Steuerlast auf alle Bürger.
Am 11. und 12. August 1808 traf er mit dem von Napoleon eingesetzten König Westphalens, Jérôme Bonaparte, zusammen, der sich während einer Reise in Harburg bei Hamburg aufhielt. Ihm legte von Sienen die Sorgen und Nöte der Hamburger dar, um ihn als Schutzherren bei seinem Bruder Napoleon Bonaparte zu gewinnen. Allerdings erreichte er nicht die Aufhebung des Beschlusses zur Aufhebung der Hamburger Freiheit, ebenso wenig wie der Protosyndikus Hermann Doormann, der als Gesandter Hamburg in Paris vertrat. Am 14. Dezember 1810 wurde die freie Stadt zusammen mit den beiden anderen Hansestädten unter dem neuen Verwaltungsbezirk Département des Bouches de l’Elbe dem französischen Kaiserreich angeschlossen. Die Franzosen, die seine Klugheit, die Gewandtheit seiner Rede und die genaue Kenntnis der Hamburger Verhältnisse, schätzten, bemühten sich häufiger, ihm bedeutende Aufgaben zu übertragen, allerdings wollte er unter den Franzosen kein öffentliches Amt ausüben. Als der Graf François Louis René Mouchard de Chaban ihm die Stelle des höchsten Verwalters über das Departement der Elbe- und Weser-Mündung übertragen wollte, stimmte er zu, um so Hamburg doch noch nützen zu können.
Nach dem Sieg der deutschen und russischen Heere über Napoleon Bonaparte zogen die französischen Truppen 1814 aus Hamburg ab, und die alte Freiheit wurde wieder hergestellt, so dass von Sienen wieder in sein altes Amt des Senatssyndikus zurückkehrte.
Er stellte Regeln für die Gesandten an auswärtigen Höfen auf, stand mit ihnen in ständiger schriftlichen Verbindung und berichtete dem Senat laufend darüber. In diesem Zusammenhang wurden auch eine Reihe von Handelsverträgen mit auswärtigen Mächten abgeschlossen.
1814 wurde für die Verwaltung der in öffentlichem Auftrag vereinbarten und aufgenommenen Schulden ein besonderer Ausschuss, die Schuldner-Administrations-Deputation, gebildet die bis 1828 unter seine Leitung gestellt wurde. Er erreichte, dass die Republik innerhalb von zehn Jahren alles ablösen konnte, was den Gläubigern an Zinsen zustand.
1819 beschloss die Versammlung der Fürsten in Karlsbad, unter anderem die Einrichtung eines Ausschusses zur Überwachung der Zeitungen und des Schrifttums, die Censur Commission, für jedes Land. Von Sienen wurde als einer von drei Zensoren mit der Zensur der politischen Blätter des hamburgischen Freistaates beauftragt; die Zensur in Polizeisachen wurde durch einen Polizisten durchgeführt und die belletristischen Werke durch einen Philosophen zensiert.
Am 4. März 1820 übernahm er an Stelle des verstorbenen Hermann Doormann die Aufgaben des Protosyndikus mit der Schutzherrschaft über die verschiedenen Lehrer der christlichen Religion in Hamburg.
Von 1824 bis zum Juni 1832 leitete er den Ausschuss für die Sicherheit der Schifffahrt und den Hafen, die Schiffs- und Hafen-Deputation. Zur selben Zeit bekleidete er die erste Stelle in dem Ausschuss für die Verwaltung Bergedorfs, die mit Lübeck gemeinsam ausgeübt wurde.
1828 wurde die Arbeitsteilung der Syndici neu geordnet und alles, was sich auf die Verwaltung des Staatsschatzes bezog, dem jüngeren Syndikus Wilhelm Amsinck übertragen; dieses führte zu einer Arbeitserleichterung für von Sienen.
Am 12. Dezember 1820 heiratete Jakob Albrecht von Sienen Elisabeth (* 25. August 1794 in Hamburg; † 23. März 1877 ebenda), eine Tochter von Paul Amsinck (1758–1808); gemeinsam hatten sie eine Tochter:
- Pauline Louisa Wilhelmina von Sienen (* 20. Januar 1822 in Hamburg; † 1902), verheiratet mit Cipriano Francisco Gaedechens.[7]

## Werke
- Rußische officielle Berichte aus den Jahren 1812 & 1813. Hamburg 1812–1813.
- Otto Carsten Krabbe; Jacob Albrecht von Sienen; Johann August Meißner: Memoriam Jacobi Albrechti de Sienen juris utriusque doctoris, magnifici nuper protosyndici civitatis Hamburgensis, civibus ex publica auctoritate commendat Otto Krabbe (Übersetzung aus dem Lateinischen). Hamburgi Meissnerus 1838.